# Kironomija
Kironomija je umijeće korištenja gestikulacija ili pokreta rukama za dobar učinak u tradicijskoj retorici ili govorništvu. Učinkovito korištenje ruku, s ili bez upotrebe glasa, praksa je koju su razvili i usustavili Stari Grci i Rimljani. Različite geste imale su konvencionalna značenja koja su bila općenito shvaćena, bilo unutar određenih skupina bilo među širom publikom.